# António Aleixo
António Fernandes Aleixo (Vila Real de Santo António, 18 de febrero de 1899-Loulé, 16 de noviembre de 1949) fue un poeta portugués. 
Considerado uno de los poetas más populares del Algarve, famoso por su ironía y crítica social siempre presente en sus versos, António Aleixo también fue recordado por su procedencia humilde y sin formación académico ya que era casi analfabeto. Aun así dejó como legado una poesía única en la escena literaria portuguesa de la primera mitad del siglo XX.
Su obra la encauza a aspectos sociales como la vida llena de pobreza, los cambios de trabajo, la migración, las tragedias familiares y las enfermedades siempre en su figura de hombre humilde y sencillo, con una fuerte personalidad moralista y conocedor de las diversas realidades de la cultura y la sociedad de su tiempo. Tras años emigrado en Francia, donde desarrolló parte de su obra, regresó a su tierra natal y se instaló de nuevo en Loulé y ganándose el sobrenombre de "el poeta de la lotería", por ser durante años vendedor ambulante de lotería además de pastor.
Falleció a causa de tuberculosis en 1949. Días antes falleció de la misma enfermedad una de sus hijas.

## Obras
- Quando começo a cantar – (1943);
- Intencionais – (1945);
- Auto da vida e da morte – (1948);
- Auto do curandeiro – (1949);
- Auto do Ti Jaquim - incompleto (1969);
- Este livro que vos deixo – (1969) - antología de toda su obra;
- Inéditos – (1979); .